# Карлос Давіла Еспіноза
Карлос Давіла Еспіноза (нар. 15 вересня 1887 Лос-Анжелос — пом. 19 жовтня 1955, Вашингтон) — чилійський політик, дипломат і журналіст. У 1932 році керував країною як президент майже 19 днів.

## Життєпис
Карлос Давіла навчався у школах в Лос-Анжелосі та Консепсьєніо. В 1911 році розпочав вивчати право в університеті в Чилі. У 1911 році він взяв на себе відповідальність за зв'язки з громадськістю Радикальної партії, членом якої він був з юності. Не закінчивши коледж, Давіла почав працювати в редакції шанованої щоденної газети « El Mercurio» .
У 1917 р. Карлос Давіла заснував власну щоденну газету «La Nación». З 1927 по 1931 рік Давіла був чилійським послом у Сполучених Штатах при президенті Карлос Ібаньєс дель Кампо, якого він обожнював. Там Карлос закінчив юридичну освіту і здобув ступінь доктора юридичних наук Колумбійського університет.

### Переворот і президентство
Після відставки Карлоса Ібаньєса дель Кампа, Хуан Естебан Монтеро Родрігес змінив його на посаді президента. Давіла був одним з активних учасників військового перевороту, який відбувся 4 червня 1932 року. Переможна хунта, до якої належав Давіла, проголосила Соціалістичну Республіку Чилі, яка проіснувала лише дванадцять днів. У червні 1932 року він опинився на передовій повстанського армійського гарнізону Сантьяго. Гроув та інші члени перевороту хунти були вислані на острів Пасхи, тоді як Карлос Давіла проголосив себе одноосібним президентом і сформував новий уряд з поміркованими демократами та радикалами.
Протягом майже 100 днів Давіла залишався на посаді. Головним його досягненням на цій посаді вважають декларацію воєнного стану. Репресивна лінія Давіла змусила його ліберального колегу Альберто Каберо відмовитися і дестабілізувати нову хунту. Давіла виступав за державний контроль державі над виробництвом, заробітною платою та цінами.
Політика планової економіки держави означала, що ліберальні сили відхиляються від Давіла. У вересні відбувся переворот, після якого Карлос Давіла втратив посаду. Генерал чилійської армії Бартоломео Бланш Еспеджо тимчасово взяв владу. У жовтні на вільних президентських виборах Артуро Алессандрі був обраний новим президентом.

### Діяльність після 1933 року
У 1933 році Давіла повернувся до США. Він заснував прес-службу редактора, працював кореспондентом кількох південноамериканських газет.
У 1940 році Карлос Давіла представляв свою країну на Американській економічній конференції. У 1946 р. Організація Об'єднаних Націй призначила його до своєї Економічної та Соціальної Ради. Його книга Nosotros los de América (Ми з Америки) була опублікована в 1949 році.
У 1952 році екс-диктатора Ібаньєса було переобрано президентом. Давіла обійняв посаду редактора «La Nación». У червні 1954 року був призначений Генеральним секретарем Організації американських держав. Давіла помер 19 жовтня 1955 року у Вашингтоні.